# 1596 год в музыке

## События

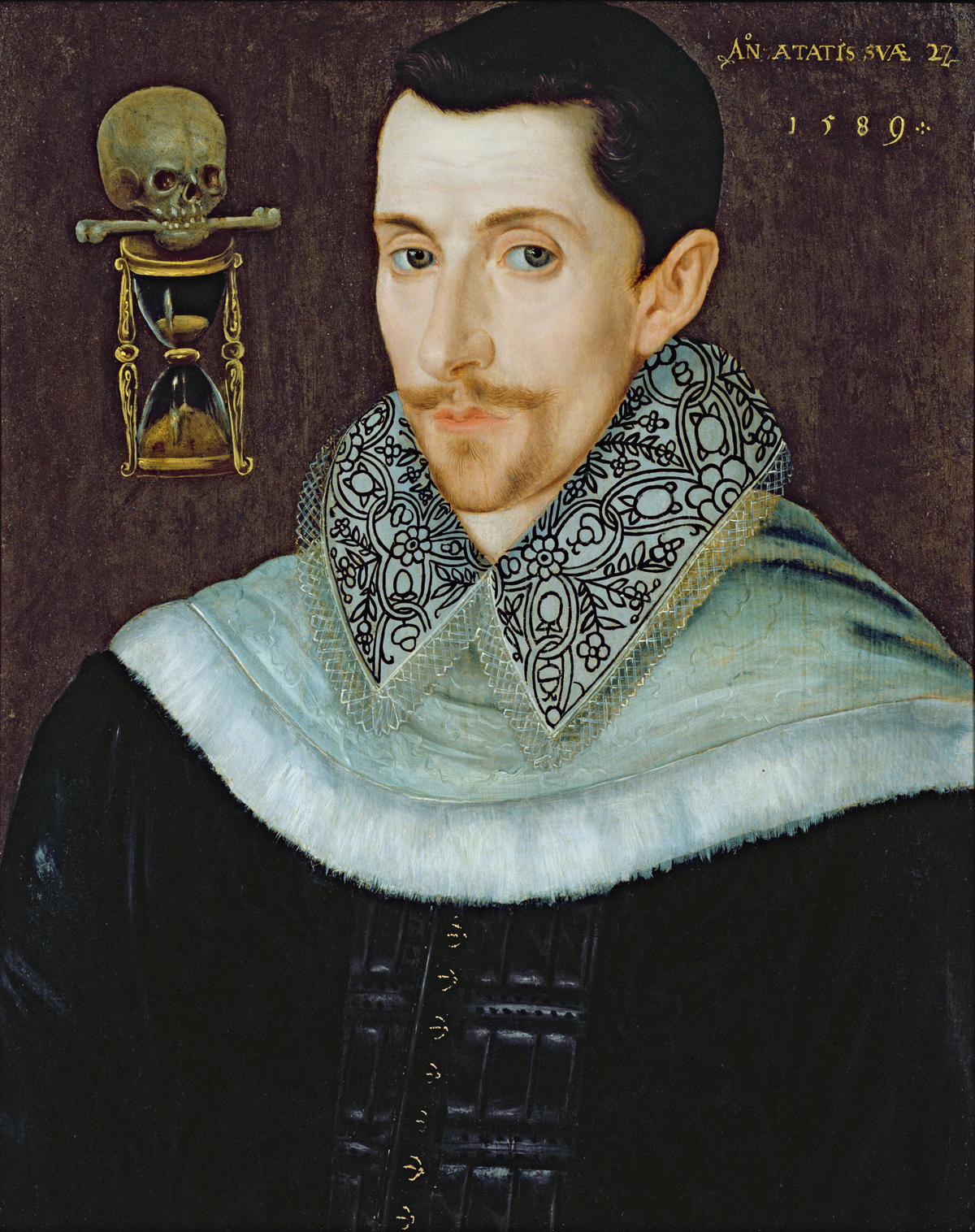
Джон Булл, первый профессор музыки в лондонском Грешем-колледже.

- Английский композитор, музыкант и органостроитель Джон Булл по прямой рекомендации королевы Елизаветы стал первым профессором музыки в лондонском Грешем-колледже.
- Немецкий органный мастер Давид Бек[нем.] завершил создание органа для замка в Грёнингене, начав работу в 1592 году. Грёнингенский орган[нем.] имеет 59 регистров. Широкую известность он получил благодаря Orgelprobe 2 августа 1596 года, на которую было приглашено более 50 органистов.
- Франко-фламандский композитор, певец и капельмейстер Якоб Флориус[нем.] получил должность капельмейстера в Зальцбурге при дворе князя-епископа Вольфа Дитриха фон Райтенау.
- Франко-фламандский композитор и певец Жери де Герсем[нидерл.] после смерти Филипп Рожье[англ.] стал заместителем Матео Ромеро[нидерл.], капельмейстера испанского придворного оркестра.
- Английский композитор Натаниэль Джайлз[англ.], который с 1585 года был органистом и хормейстером Капеллы Святого Георгия в Виндзоре, также становится руководителем хора мальчиков Королевской капеллы в Лондоне.
- Франко-фламандский композитор и лютнист Клод Лёжен, назначается регулярным композитором (compositeur ordinaire de la musique) при дворе короля Генриха IV.
- Франко-фламандский композитор и органист Карл Луйтон после смерти Поля де Винда стал первым органистом придворной капеллы императора Рудольфа II.
- Итальянский композитор Лука Маренцио по приглашению польского короля Сигизмунда III приезжает в Варшаву, где около года находился при его дворе.
- Итальянский композитор и певчий Джованни Мария Нанино, тенор хора Папской капеллы, назначается «пунктуатором» для записи ежедневных обязанностей, посещаемости и нарушений членов папской капеллы в так называемом Diari Sistini; также, вероятно, в 1596 году он был секретарем камергера.
- Итальянский композитор и органист Бенедетто Паллавичино[итал.] после смерти Жьяша де Верта стал его преемником на посту капельмейстера при дворе Гонзага в Мантуе.
- Франко-фламандский композитор, певец и капельмейстер Жакоб Реньяр[нем.], который с 1582 года был вице-капельмейстером в Инсбруке при дворе эрцгерцога Фердинанда II, был возведен в дворянство эрцгерцогом Матиасом. 27 апреля Реньяр покидает Инсбрук и в ноябре возварщается в Прагу, где получил должность вице-капельмейстера под руководством Филиппа де Монте.
- Немецкий композитор и органист Мельхиор Шрамм[нем.] передал управление оркестром при дворе Гогенцоллернов-Зигмарингена Нарциссу Зенгелю, ученику Орландо ди Лассо, а впоследствии принял на себя обязанности придворного органиста.
- Английский композитор и музыкант Томас Томкинс становится органистом и хормейстером Вустерского собора.
- Немецкий композитор Мельхиор Вульпиус назначен городским кантором в Веймаре.
- Итальянский композитор и музыкальный теоретик Людовико Цаккони покинул двор баварского герцога Вильгельма V и вернулся в Италию.

## Публикации

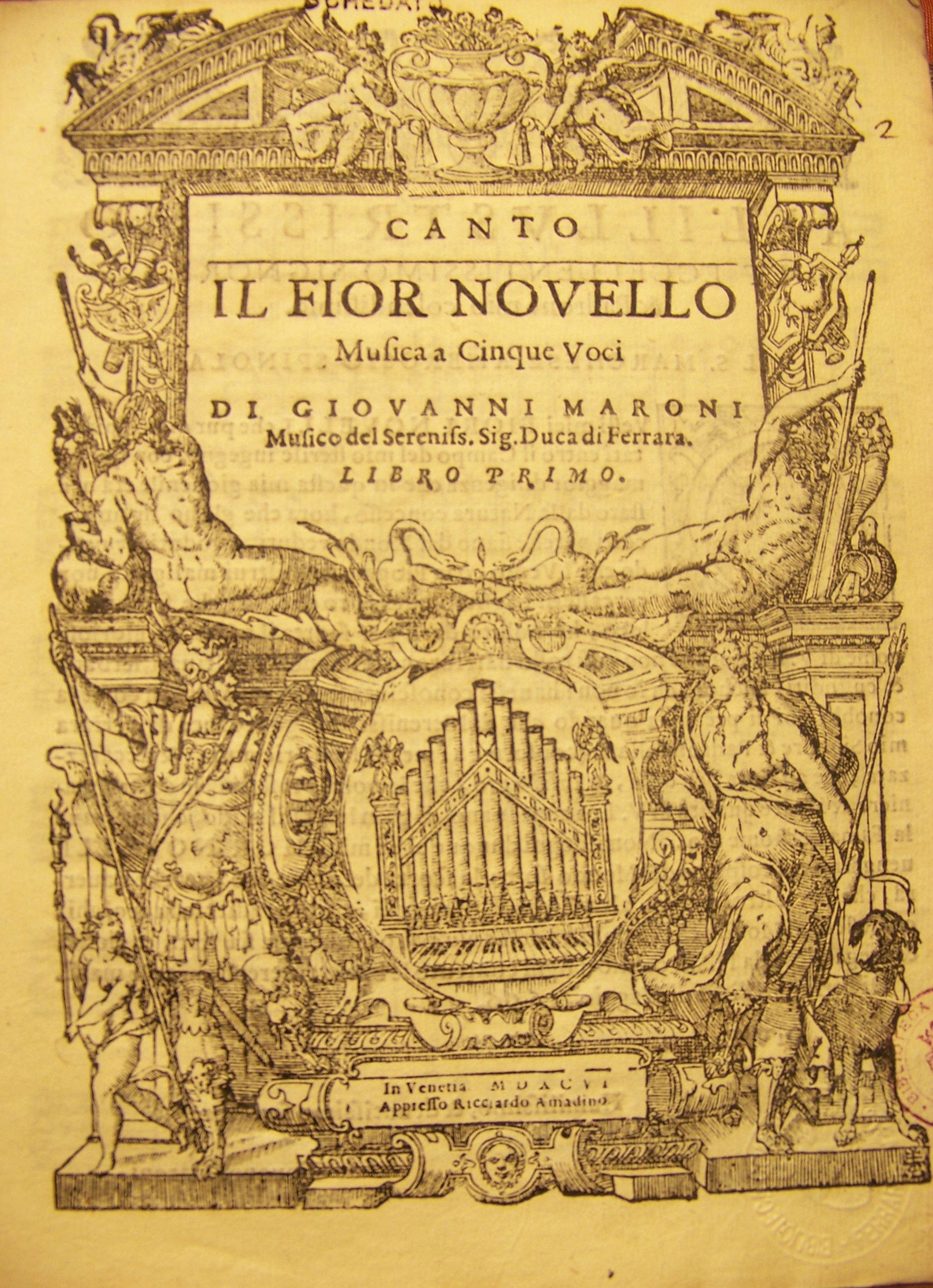
Титульный лист Il Fior novello, musica a cinque voci, libro primo Джованни Марони.

- Первая известная публикация немецкого композитора и органиста Кристиана Эрбаха-старшего[нем.] — пятичастная литания 1596 года во второй книге Thesaurus litaniarum аугсбургского музыканта Георга Викторина. Примерно в это же время Эрбах уже пользовался покровительством семьи банкиров и торговцев Фуггеров в Аугсбурге, став в 1590-х годах органистом их придворного оркестра.
- Агостино Агаццари — Первая книга мадригалов для шести голосов (Венеция: Анджело Гардано).
- Феличе Анерио — Первая книга Sacri hymni et cantica (Венеция: Джакомо Винченти[итал.]).
- Ипполито Баккузи[англ.]
  - Sacrae cantiones psalmi videlicet, et omnia quae ad completorium pertinent для пяти голосов (Венеция: Риккардо Амадино[итал.]).
  - Missae tres tum viva voce tum omni instrumentorum genere cantatu commodissimae (Три мессы, подходящие как для живых голосов, так и для инструментов всех типов) для восьми голосов (Венеция: Риккардо Амадино).
- Адриано Банкьери — Вторая книга Canzoni alla francese для четырёх голосов (Венеция: Риккардо Амадино).
- Джироламо Белли[англ.] — Первая книга канцонетт для четырёх голосов (Феррара: Витторио Бальдини[итал.]).
- Джулио Белли[итал.] — Psalmi ad vesperas in totius anni solemnitatibus для восьми голосов, сборник псалмов для вечерни, также включает два магнификата (Венеция: Анджело Гардано).
- Аурелио Бонелли[англ.] — Первая книга вилланелл для трёх голосов (Венеция: Анджело Гардано).
- Джованни Кроче
  - Мессы для восьми голосов (Венеция: Джакомо Винченти).
  - Первая книга месс для пяти голосов (Венеция: Джакомо Винченти).
  - Salmi che si cantano a Terza, con l'inno Te Deum, & i salmi Benedictus e Miserere для восьми голосов, содержащий псалмы для Третьего часа (Венеция: Джакомо Винченти).
  - Li sette sonetti penitenzali (Семь покаянных сонетов) для шести голосов, покаянные псалмы в форме сонета в переводе Джана Франческо Бембо[итал.] (Венеция: Джакомо Винченти).
- Кристоф Демантиус — Der Spruch Joel, cap.II vers.XII для пяти голосов (Нюрнберг: Пауль Кауфман).
- Шипьоне Дентиче — Вторая книга мадригалов для пяти голосов (Венеция: Анджело Гардано).
- Йоганн Эккард
  - XX. Odae sacrae: Ludovici Helmboldi (Мюльхаузен: Иероним Рейнхард).
  - Epithalamium (Wer Gottes Wort mit Fleis betracht) для шести голосов (Кёнигсберг: Георг Остербергер), свадебная песня.
  - Harmonia musica (Cui virtutis amans) для восьми голосов (Кенигсберг: Георг Остербергер), свадебная песня.
  - Hochzeit Lied (Wo fern ein Eh gerathen soll) для пяти голосов (Кёнигсберг: Георг Остербергер), свадебная песня.
  - Harmonia (Casta Leonhardo…) для шести голосов (Кёнигсберг: Георг Остербергер), свадебная песня.
- Стефано Фелис[итал.] — Четвертая книга мотетов для пяти, шести и восьми голосов (Венеция: Джакомо Винченти).
- Андреа Габриэли — Третья книга ricercari, опубликована посмертно (Венеция: Анджело Гардано).
- Якоб Галлус — Moralia для пяти, шести и восьми голосов, опубликовано посмертно (Нюрнберг: Александр Филипп Дитрих).
- Бартоломеус Гезиус[нем.] — Novae melodiae harmonicis для пяти голосов (Франкфурт-на-Одере: Фридрих Хартманн).
- Карло Джезуальдо — Четвёртая книга мадригалов для пяти голосов (Феррара: Витторио Бальдини).
- Ханс Лео Хасслер
  - Neue teüsche Gesäng nach Art der welschen Madrigalien und Canzonetten для четырёх, пяти, шести и восьми голосов (Аугсбург: Валентин Шёнигк).
  - Мадригалы для пяти, шести, семи и восьми голосов (Аугсбург: Валентин Шёнигк).
- Луццаско Луццаски — Шестая книга мадригалов для пяти голосов (Феррара: Витторио Бальдини).
- Джованни де Мак — Первая книга мотетов для пяти, шести и восьми голосов (Рим: Николо Мутии).
- Тибурцио Массаино — Вторая книга мотетов для шести голосов (Венеция: Риккардо Амадино).
- Йоханнес Мателарт[нидерл.] — Responsoria, antiphoniae et hymni для четырёх и пяти голосов (Рим: Николо Мутии).
- Филипп де Монте — Первая книга мотетов для четырёх голосов (Венеция: Анджело Гардано).
- Питер Филипс — Первая книга мадригалов для шести голосов (Антверпен: Пьер Фалез).
- Орфео Векки[итал.] — Psalmi integri in totius anni solemnitatibus (Полные псалмы для всех торжеств года) (Милан: наследники Франческо и Симона Тини).
- Франц Салес[нем.]
  - Tripertiti operis officiorum missalium, quibus introitus, alleluja et communiones […] liber primus (Прага).
  - Officiorum missalium […] liber tertius et ultimus zu fünf bis sechs Stimmen (Прага).
- Лодовико Виадана — Falsi bordoni для пяти голосов (Венеция).

## Классическая музыка
- Пьеро Строцци[англ.] — La mascherata degli accecati (девять мадригалов на стихи Оттавио Ринуччини)[1].

## Родились

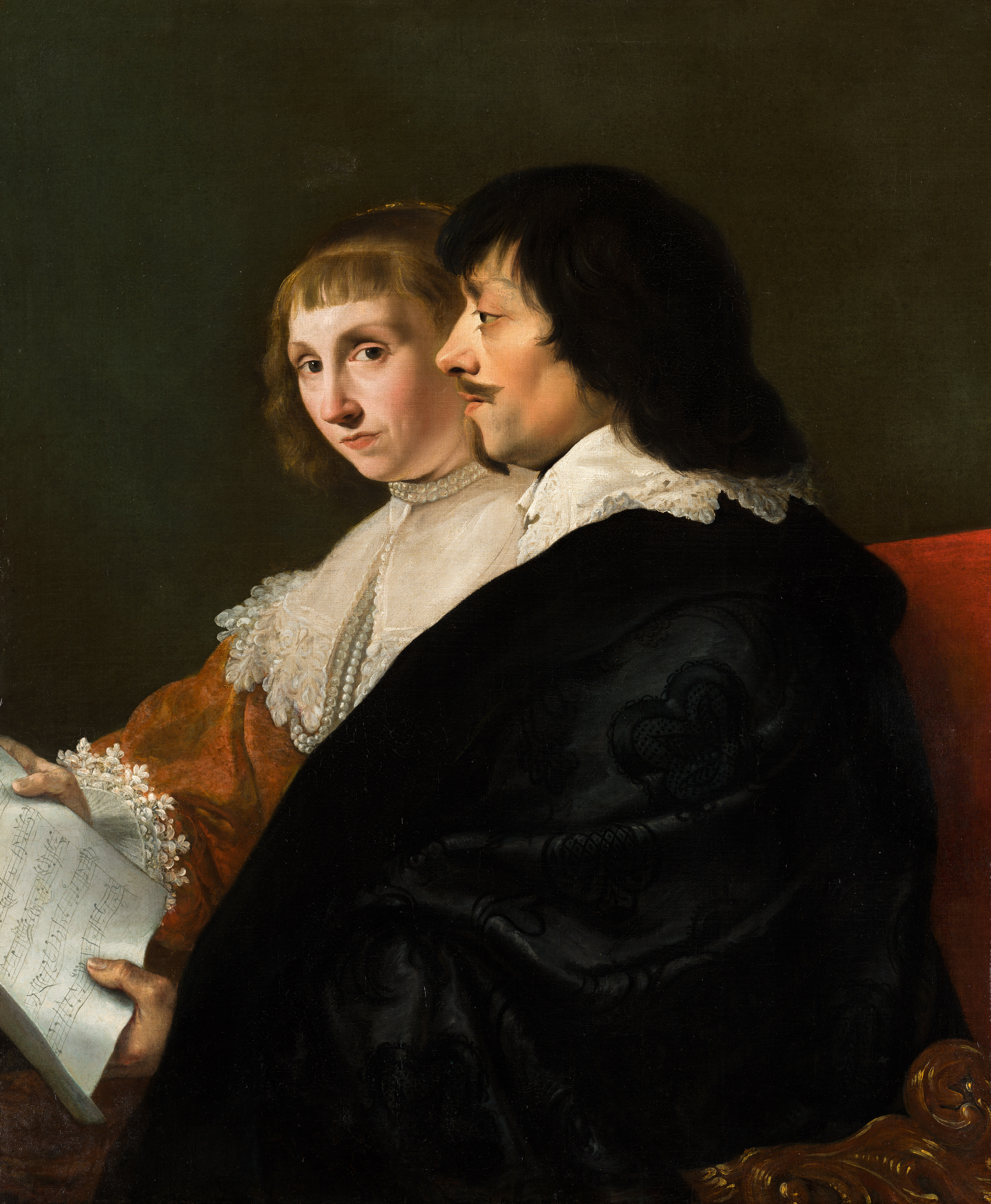
Константейн Хёйгенс с супругой.

- 3 сентября — Николо Амати, один из известнейших итальянских мастеров музыкальных инструментов, представитель семейства Амати, создатель многих смычковых инструментов, в том числе и виолончелей, учитель таких прославленных мастеров, как Якоб Штайнер, Антонио Страдивари и Андреа Гварнери (ум. в 1684).
- 4 сентября — Константейн Хёйгенс, нидерландский поэт, учёный и композитор времён голландского «золотого века» (ум. в 1687).

Дата неизвестна
- Винко Елич[хорв.], итало-хорватский композитор, певец и музыкант эпохи барокко (ум. в 1636).

## Умерли
- 29 февраля — Филипп Рожье[англ.], франко-фламандский композитор эпохи Возрождения, работавший при дворе Филиппа II в Испании, один из последних представителей франко-фламандской школы в последние дни эпохи Возрождения (род. в 1561).
- 6 мая — Жьяш де Верт, франко-фламандский композитор, работал преимущественно в Италии (род. в 1535).
- Июнь — Джованни Баттиста Мосто[англ.], итальянский композитор и дирижёр (род. в 1550).
- 9 декабря — Маттиас Гастриц[нем.], немецкий органист и композитор эпохи Возрождения (род. в 1535).
- 27 декабря — Пьетро Понтио[англ.], итальянский композитор и музыкальный теоретик (род. в 1532).